# Thủy điện Quảng Trị
Thủy điện Quảng Trị hay Thủy điện Rào Quán là thủy điện xây dựng trên sông Rào Quán tại vùng đất xã Hướng Tân huyện Hướng Hóa tỉnh Quảng Trị, Việt Nam.
Thủy điện Quảng Trị có công suất 64 MW với 2 tổ máy, khởi công tháng 8/2003 hoàn thành tháng 7/2009 .
Hồ chứa nước nằm ở vùng đất xã Hướng Linh, có dung tích 163 triệu m³, đảm nhận kết hợp cung cấp nước cho nông nghiệp vùng hạ lưu .

## Thông số chính
- Công suất lắp đặt: 64 MW.
- Số tổ máy: 02.
- Mực nước dâng bình hường so với mực nước biển: 480 m.
- Dung tích toàn bộ nước trong hồ: 141 triệu m3.
- Diện tích mặt hồ: 8,61 triệu m2.
- Đập dâng chính: chiều cao 75m chiều dài 540m
- Đường hầm dẫn nước chính dài 5.668,5 m.
- Điện lượng hằng năm 217,4 triệu kWh.
- Doanh thu hằng năm 150-200 tỷ đồng.

## Thủy điện Hạ Rào Quán
Thủy điện Hạ Rào Quán có công suất lắp máy 6,4 MW, sản lượng điện hàng năm 24,2 triệu KWh, xây dựng tại xã Tân Hợp huyện Hướng Hóa, hoàn thành tháng 5/2011. 16°38′54″B 106°46′10″Đ / 16,648312°B 106,769382°Đ
Thủy điện Hạ Rào Quán ở cách Thủy điện Rào Quán cỡ hơn 10 km phía hạ lưu sông.

## Rào Quán
Sông Rào Quán là phụ lưu thượng nguồn sông Thạch Hãn, chảy ở vùng đất huyện Hướng Hóa tỉnh Quảng Trị .
Rào Quán bắt nguồn từ các suối ở xã Hướng Sơn, trong đó dòng chính là khe Tà Bung chảy từ núi cao 1617 m 16°48′58″B 106°37′21″Đ / 16,81611°B 106,6225°Đ.
Rào Quán chảy qua xã Hướng Tân sang huyện Đakrông thì hợp lưu với sông Đakrông 16°38′30″B 106°48′2″Đ / 16,64167°B 106,80056°Đ (dòng thượng nguồn của sông Thạch Hãn ở huyện này).

## Tác động môi trường dân sinh
Những bất cập trong giải phóng mặt bằng và tái định cư người dân xã Hướng Linh không được quan tâm giải quyết kịp thời, để lại nghèo đói cho người dân bị giải tỏa .

## Công trình liên quan
- Điện gió Hướng Linh 1 có công suất lắp máy 30 MW với 15 tua bin gió, xây dựng tại thôn Xa Bai xã Hướng Linh 16°42′33″B 106°42′45″Đ / 16,709181°B 106,712569°Đ, khởi công 2016 dự kiến hòa lưới điện quốc gia quý 4/2017. Công trình ở cạnh hồ chứa của thủy điện.[8]

## Chỉ dẫn
1. ↑  Trong tiếng Việt thì "Rào " đã có nghĩa là sông, suối.